# Asophrops medvedevi
Asophrops medvedevi är en skalbaggsart som beskrevs av Nikolajev och Kabakov 1980. Asophrops medvedevi ingår i släktet Asophrops och familjen Melolonthidae. Inga underarter finns listade.